# Joan Finney
Joan Finney, född 12 februari 1925 i Topeka, Kansas, död där 28 juli 2001, var en amerikansk demokratisk politiker. Hon var den första kvinnliga guvernören i delstaten Kansas historia. Hon var också delstatens äldsta guvernör och första katolska guvernör.
Hon gifte sig 1957 med Spencer Finney, Jr. Paret fick tre barn: Sally, Dick och Mary. Hon avlade 1978 sin grundexamen i ekonomisk historia vid Washburn University.
Hon inledde sin politiska karriär som republikan, arbetade 1953-1969 för senator Frank Carlson och förlorade 1972 valet till USA:s representanthus. Hon bytte sedan parti till demokraterna och var delstatens skattmästare, Kansas State Treasurer, 1975-1991. 
I 1990 års guvernörsval besegrade hon den sittande guvernören, republikanen Mike Hayden. För första gången i USA:s historia besegrades en sittande guvernör av en kvinnlig utmanare. Finney var guvernör 1991-1995.
När republikanen Bob Dole 1996 lämnade USA:s senat, bestämde sig Finney för att kandidera till senaten. Hon förlorade i demokraternas primärval mot Jill Docking som i sin tur förlorade mot republikanen Sam Brownback.
Finneys grav finns på Mount Calvary Cemetery i Topeka.